# Bojan Krkić
Krkić  Pérez est un nom espagnol. Le premier nom de famille, en général paternel, est Krkić ; le second, en général maternel, souvent omis, est Pérez.
Bojan Krkić Pérez, né le 28 août 1990 à Linyola (province de Lérida, Espagne), est un footballeur international espagnol jouant au poste d'attaquant.

## Biographie

### Famille
Son père, qui porte le même nom, est un footballeur assez connu en Yougoslavie, où il a joué pour l'Étoile rouge de Belgrade ; il est depuis 1997 assistant au sein du FC Barcelone. Sa mère, Maria Lluïsa Pérez, est d'origine catalane. En octobre 2011, on découvre que Bojan possède un lien de parenté avec son ancien coéquipier, Lionel Messi ; ils sont cousins au quatrième degré,.

### Carrière professionnelle

#### FC Barcelone

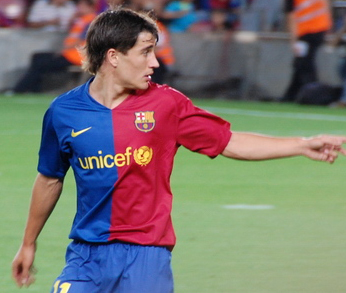
Bojan lors du Trophée Joan Gamper en 2008.

##### Ses débuts
Bojan Krkić rejoint la cantera du FC Barcelone en 1999 et inscrit 889 buts durant les sept années qu'il y passe.
Il est membre de l'équipe B du FC Barcelone au cours de la saison 2006-2007 et signe un contrat professionnel avec le club à ses 17 ans.
Le 24 avril 2007, il joue son premier match sous le maillot du FC Barcelone lors du match amical contre le club égyptien d'Al Ahly SC, match durant lequel il inscrit un but(victoire 4-1).
Le 16 septembre 2007, Frank Rijkaard le lance pour ses débuts professionnels en Liga, lors du match contre Osasuna, remplaçant Giovani Dos Santos à la 78e minute. Le 19, âgé de 17 ans et 22 jours, il est le plus jeune joueur blaugrana à participer à un match de Ligue des champions (par la suite devancé par Ansu Fati puis Lamine Yamal), lorsqu'à la 88e minute du match contre l'Olympique lyonnais, il remplace Lionel Messi.
Le 20 octobre 2007, Bojan Krkić fait ses grands débuts en tant que titulaire lors du match à Villarreal (défaite 3-1) au cours duquel il marque un but qui fait de lui le plus jeune buteur de l'histoire du FC Barcelone en Liga à 17 ans et 53 jours, battant le record de précocité de Lionel Messi (17 ans, 10 mois et 7 jours) sur une passe de Messi lui-même.

##### Premiers titres
Buteur face à Schalke (0-1) en quart de finale, Bojan Krkić devient le deuxième plus jeune buteur de l'histoire de Ligue des champions. Il inscrit son premier but en C1 lors de sa sixième apparition dans l'épreuve et remporte son premier titre majeur avec le FC Barcelone en inscrivant le troisième but de l'équipe catalane d'un tir de l'intérieur du pied contre l'Athletic Bilbao en finale de la Coupe d'Espagne le 13 mai 2009.
Bojan Krkic, 19 ans, devient le plus jeune joueur du FC Barcelone à atteindre 100 matches de compétition pour le club catalan, contre l'Athletic Bilbao, le 21 novembre 2009[réf. nécessaire]. Il détrône ainsi Lionel Messi (20 ans et 8 mois).
En 2009, sous les ordres de Pep Guardiola, il remporte avec Barcelone un sextuplé inédit dans l'histoire du football : Ligue des champions, championnat d'Espagne, Coupe du Roi, Supercoupe d'Europe, Supercoupe d'Espagne et Coupe du monde des clubs.
En août 2010, à la suite du départ de Zlatan Ibrahimović, Bojan Krkić hérite du maillot portant le numéro 9, numéro que très peu de joueurs issus de La Masía ont porté, ce numéro étant d'habitude réservé aux stars étrangères.
En décembre 2010, Bojan Krkić prolonge son contrat de deux ans, il est désormais lié au club catalan jusqu'en 2015 avec une clause libératoire de 100 millions d'euros.

#### AS Roma
Le 22 juillet 2011, le FC Barcelone annonce que Bojan Krkić s'engage pour cinq ans avec l'AS Roma, où il retrouvera l'ancien entraîneur de l'équipe B du Barça, Luis Enrique. L'indemnité de transfert s'élève à 12 millions d'euros, avec une clause de rachat obligatoire de 13 millions après deux ans. Au cas où l'AS Roma voudrait conserver le joueur, le club italien devrait verser 28 millions d'euros supplémentaires.

#### Milan AC
L'AS Roma le prête à l'AC Milan pour une saison. Le 3 novembre 2012, il ouvre son compteur de but en inscrivant la troisième réalisation d'une victoire 5-1 à San Siro contre le Chievo Verone.

#### Ajax d'Amsterdam
Le 5 juillet 2013, Bojan Krkić est prêté à l'Ajax Amsterdam par le FC Barcelone après le renoncement par l'AS Roma du rachat du joueur qui redevient donc lié au FC Barcelone, conformément aux clauses fixées en juillet 2011.
Le 2 août 2013, il fait ses débuts en Championnat des Pays-Bas contre Roda JC. Il remporte le titre de champion des Pays-Bas lors de la saison 2013-2014.

#### Stoke City
Le 22 juillet 2014, Bojan Krkić s'engage pour Stoke City, découvrant ainsi à 23 ans son cinquième club et quatrième championnat. Le transfert est estimé à 1,8 million d'euros. Il débute avec son nouveau club le 26 juillet 2014 lors d'un match amical face à TSV Munich 1860 (défaite 2 à 0).
Le 26 janvier 2015, lors d'un match de coupe face à Rochdale, Bojan Krkić se blesse gravement au genou (déchirure des ligaments croisés du genou gauche) et reste indisponible pendant six mois.
Il fait son retour le 25 juillet 2015 lors d'un match amical face à Brentford. En septembre, Krkić retrouve les terrains de Premier League contre Leicester City et marque par la même occasion lors d'un nul 2-2. Le mois suivant, il obtient un penalty à la suite d'une faute du capitaine de Swansea, Ashley Williams. Il transforme le seul but de la partie.

#### Prêt au FSV Mayence
En janvier 2017, Bojan Krkić est prêté au 1. FSV Mayence 05.
Le 4 février, il joue son premier match en remplaçant Yoshinori Muto lors d'une défaite 4-0 contre Hoffenheim. Le 22 avril, Krkić marque son unique but pour Mayence en ouvrant le score face au Bayern Munich. Au mois de mai, il délivre une passe décisive pour Muto et contribue à un succès 4-2 contre Francfort. Mayence parvient à se sauver de justesse de la relégation en terminant quinzième de la Bundesliga. Cependant, Krkić ne prend part qu'à onze matchs pour un but.

#### Prêt au Deportivo Alavés
En août 2017, Bojan Krkić est de nouveau prêté par Stoke City, cette fois pour une saison au Deportivo Alavés. Le 10 septembre, il débute comme titulaire avec Alavés lors d'une défaite 1-0 contre le Celta Vigo. Il marque son premier but le 30 novembre en Coupe du Roi contre Getafe CF (3-0).

#### Impact de Montréal
Le 6 août 2019, Stoke City annonce la rupture du contrat de Krkić par consentement mutuel. Le lendemain, l'Impact de Montréal annonce l'arrivée de Bojan avec un contrat garanti jusqu'à la fin de la saison 2020 puis deux années en option, grâce à l'argent d'allocation ciblée de la MLS. Il est présenté la journée même aux supporters montréalais au Stade Saputo au cours de la mi-temps du match aller de la demi-finale du championnat canadien opposant l’Impact au Cavalry FC. Il joue son premier match contre le Fire de Chicago en tant que remplaçant, puis le match suivant, il est titularisé contre le FC Dallas. Il est titularisé pour un deuxième match consécutif. Il jouera le derby Impact de Montréal - Toronto FC et c’est dans ce match qu’il ouvrira son compteur en MLS.

#### Vissel Kobe
Après deux saisons à l'Impact de Montréal, en MLS et en fin de contrat, il rejoint le Japon et le Vissel Kobe. Il va retrouver un joueur qu'il connaît bien pour l'avoir côtoyé pendant quatre ans au Barça : Andrés Iniesta.

### Équipe nationale

#### Moins de17 ans
Attaquant vif, aux qualités de dribbleur affirmées, Bojan Krkić éclate au grand jour lors du Championnat d'Europe des moins de 17 ans 2006, disputé au Luxembourg, dont il finit meilleur buteur (5 buts) alors qu'il était plus jeune d'un an que la plupart des autres joueurs du tournoi et qu'il n'a joué que 45 minutes dans quatre des cinq rencontres qu'il a disputées sous le maillot de la sélection espagnole.
Il inscrit un coup du chapeau contre le Luxembourg (victoire 7-1) avant de marquer de son emprise la rencontre contre les futurs vainqueurs russes en étant à l'origine des trois buts inscrits par l'Espagne (victoire 3-0), le tout en n'étant entré sur le terrain qu'en seconde période.
Lors du troisième et dernier match de poule (contre la Hongrie), il marque un but sur pénalty, étant une fois encore entré sur le terrain à la mi-temps. Il débute la demi-finale contre la République tchèque mais l'Espagne, réduite à dix après l'expulsion de Roberto García, s'incline 2-0.
Lors du match pour la troisième place contre l'Allemagne, Bojan Krkić, entré une nouvelle fois en seconde mi-temps, ouvre la marque à la 53e minute. Durant la séance des tirs au but, il réussit le tir victorieux, permettant à l'Espagne d'obtenir la médaille de bronze.
Lors du Championnat d'Europe des moins de 17 ans 2007, il inscrit le but égalisateur en demi-finale contre la Belgique à la 72e minute (1-1, victoire 7-6 aux tirs au but) avant de marquer le but victorieux à la 48e minute de la finale contre l'Angleterre.
Lors de la Coupe du monde de football des moins de 17 ans 2007, il marque le but de la demi-finale qui permet à son équipe de s'imposer face au Ghana et d'accéder en finale, à la 86e minute. Mais il récolte un second carton jaune dans les arrêts de jeu, le privant ainsi de la finale. Pendant ce dernier match, son équipe s'incline face au Nigeria aux tirs au but. Lors de cette édition, il marque cinq buts.

#### Équipe espoirs
Bojan Krkić compte 21 sélections en équipe d'Espagne espoirs, avec laquelle il remportera l'Euro 2011.

#### Équipe A
Le 1er février 2008, il est appelé pour la première fois en équipe nationale. L'attaquant du FC Barcelone est sélectionné par Luis Aragonés pour affronter la France, le 6 février 2008. Bojan Krkić bat à cette occasion un nouveau record de précocité puisqu'il devient le plus jeune sélectionné en équipe nationale à 17 ans et 6 mois, mais il ne joue pas lors de ce match.
En mai 2008, il demande au sélectionneur espagnol de ne pas le convoquer pour l'Euro, expliquant qu'il se sent épuisé et qu’il ne peut participer à une compétition de si haut niveau. Le 10 septembre 2008, il joue ses premières minutes avec l'équipe d'Espagne. Dans une interview accordée au Guardian dix ans plus tard, il révèle qu'il avait manqué ses débuts internationaux et l'Euro 2008 de l'UEFA en raison de problèmes d'anxiété, qu'il dissimulait en donnant d'autres raisons pour lesquelles il ne pouvait pas jouer. Bojan affirme que ses problèmes de santé mentale étaient bien connus des membres de la Fédération espagnole de football, tels que l'entraîneur de l'équipe première Luis Aragonés, le directeur sportif Fernando Hierro et son coéquipier Carles Puyol.
Il compte une sélection en équipe d'Espagne (en match éliminatoires de la Coupe du monde 2010, contre l'Arménie).

### Sélection de Catalogne
Le 29 décembre 2007, il revêt pour la première fois le maillot de l'équipe de Catalogne, lors d'un match amical contre le Pays basque, et inscrit le seul but de son équipe (score final : 1-1).

## Statistiques
| Saison                | Club                    | Championnat           | Championnat | Championnat | Championnat | Coupe nationale | Coupe nationale | Coupe nationale | Coupe de la Ligue | Coupe de la Ligue | Coupe de la Ligue | Supercoupe | Supercoupe | Supercoupe | Compétition(s) continentale(s) | Compétition(s) continentale(s) | Compétition(s) continentale(s) | Compétition(s) continentale(s) | Supercoupe UEFA | Supercoupe UEFA | Supercoupe UEFA | Coupe du monde des clubs | Coupe du monde des clubs | Coupe du monde des clubs | Total | Total | Total |
| Saison                | Club                    | Division              | M.          | B.          | P.d.        | M.              | B.              | P.d.            | M.                | B.                | P.d.              | M.         | B.         | P.d.       | Comp.                          | M.                             | B.                             | P.d.                           | M.              | B.              | P.d.            | M.                       | B.                       | P.d.                     | M.    | B.    | P.d.  |
| 2006-2007             | FC Barcelone B          | Segunda División B    | 22          | 10          | -           | -               | -               | -               | -                 | -                 | -                 | -          | -          | -          | -                              | -                              | -                              | -                              | -               | -               | -               | -                        | -                        | -                        | 22    | 10    | 0     |
| 2007-2008             | FC Barcelone            | Liga                  | 31          | 10          | 3           | 8               | 1               | 1               | -                 | -                 | -                 | -          | -          | -          | C1                             | 9                              | 1                              | 1                              | -               | -               | -               | -                        | -                        | -                        | 48    | 12    | 5     |
| 2008-2009             | FC Barcelone            | Liga                  | 23          | 2           | 4           | 9               | 5               | 1               | -                 | -                 | -                 | -          | -          | -          | C1                             | 10                             | 3                              | 1                              | -               | -               | -               | -                        | -                        | -                        | 42    | 10    | 6     |
| 2009-2010             | FC Barcelone            | Liga                  | 23          | 8           | 3           | 4               | 2               | 0               | -                 | -                 | -                 | 2          | 1          | 0          | C1                             | 5                              | 1                              | 0                              | 1               | 0               | 0               | 1                        | 0                        | 0                        | 36    | 12    | 3     |
| 2010-2011             | FC Barcelone            | Liga                  | 27          | 6           | 1           | 5               | 1               | 1               | -                 | -                 | -                 | 2          | 0          | 0          | C1                             | 3                              | 0                              | 0                              | -               | -               | -               | -                        | -                        | -                        | 37    | 7     | 2     |
| Sous-total            | Sous-total              | Sous-total            | 104         | 26          | 11          | 26              | 9               | 3               | -                 | -                 | -                 | 4          | 1          | 0          | -                              | 27                             | 5                              | 2                              | 1               | 0               | 0               | 1                        | 0                        | 0                        | 163   | 41    | 16    |
| 2011-2012             | AS Roma                 | Serie A               | 33          | 7           | 1           | 2               | 0               | 0               | -                 | -                 | -                 | -          | -          | -          | C3                             | 2                              | 0                              | 0                              | -               | -               | -               | -                        | -                        | -                        | 37    | 7     | 1     |
| 2012-2013             | AC Milan (prêt)         | Serie A               | 19          | 3           | 2           | 2               | 0               | 1               | -                 | -                 | -                 | -          | -          | -          | C1                             | 6                              | 0                              | 0                              | -               | -               | -               | -                        | -                        | -                        | 27    | 3     | 3     |
| 2013-2014             | Ajax Amsterdam (prêt)   | Eredivisie            | 24          | 4           | 3           | 3               | 1               | 1               | -                 | -                 | -                 | 1          | 0          | 0          | C1+C3                          | 2+2                            | 0                              | 0+1                            | -               | -               | -               | -                        | -                        | -                        | 32    | 5     | 5     |
| 2014-2015             | Stoke City              | Premier League        | 16          | 4           | 1           | 1               | 1               | 0               | 1                 | 0                 | 0                 | -          | -          | -          | -                              | -                              | -                              | -                              | -               | -               | -               | -                        | -                        | -                        | 18    | 5     | 1     |
| 2015-2016             | Stoke City              | Premier League        | 27          | 7           | 1           | 1               | 0               | 0               | 3                 | 0                 | 1                 | -          | -          | -          | -                              | -                              | -                              | -                              | -               | -               | -               | -                        | -                        | -                        | 31    | 7     | 2     |
| 2016-2017             | Stoke City              | Premier League        | 9           | 3           | 0           | 1               | 0               | 0               | 1                 | 0                 | 0                 | -          | -          | -          | -                              | -                              | -                              | -                              | -               | -               | -               | -                        | -                        | -                        | 11    | 3     | 0     |
| 2017-2018             | Stoke City              | Premier League        | 1           | 0           | 0           | 0               | 0               | 0               | 1                 | 0                 | 0                 | -          | -          | -          | -                              | -                              | -                              | -                              | -               | -               | -               | -                        | -                        | -                        | 2     | 0     | 0     |
| 2018-2019             | Stoke City              | Championship          | 21          | 1           | 0           | 0               | 0               | 0               | 2                 | 0                 | 0                 | -          | -          | -          | -                              | -                              | -                              | -                              | -               | -               | -               | -                        | -                        | -                        | 23    | 1     | 0     |
| Sous-total            | Sous-total              | Sous-total            | 74          | 15          | 2           | 3               | 1               | 0               | 8                 | 0                 | 1                 | -          | -          | -          | -                              | -                              | -                              | -                              | -               | -               | -               | -                        | -                        | -                        | 85    | 16    | 3     |
| 2017                  | FSV Mayence (prêt)      | Bundesliga            | 11          | 1           | 1           | -               | -               | -               | -                 | -                 | -                 | -          | -          | -          | -                              | -                              | -                              | -                              | -               | -               | -               | -                        | -                        | -                        | 11    | 1     | 1     |
| 2017-2018             | Deportivo Alavés (prêt) | Liga                  | 13          | 0           | 0           | 2               | 1               | 0               | -                 | -                 | -                 | -          | -          | -          | -                              | -                              | -                              | -                              | -               | -               | -               | -                        | -                        | -                        | 15    | 1     | 0     |
| 2019                  | Impact de Montréal      | MLS                   | 8           | 3           | 0           | 2               | 0               | 0               | -                 | -                 | -                 | -          | -          | -          | -                              | -                              | -                              | -                              | -               | -               | -               | -                        | -                        | -                        | 10    | 3     | 0     |
| 2020                  | Impact de Montréal      | MLS                   | 18          | 4           | 2           | -               | -               | -               | 1                 | 0                 | 0                 | -          | -          | -          | LCC                            | 2                              | 0                              | 1                              | -               | -               | -               | -                        | -                        | -                        | 21    | 4     | 3     |
| Sous-total            | Sous-total              | Sous-total            | 26          | 7           | 2           | 2               | 0               | 0               | 1                 | 0                 | 0                 | -          | -          | -          | -                              | 2                              | 0                              | 1                              | -               | -               | -               | -                        | -                        | -                        | 31    | 7     | 3     |
| Total sur la carrière | Total sur la carrière   | Total sur la carrière | 326         | 73          | 22          | 39              | 12              | 5               | 9                 | 0                 | 1                 | 5          | 1          | 0          | -                              | 41                             | 5                              | 4                              | 1               | 0               | 0               | 1                        | 0                        | 0                        | 422   | 91    | 32    |

## Palmarès

### Club

#### FC Barcelone
- Ligue des champions (2) : 2009 et 2011
- Championnat d'Espagne (3) : 2009, 2010 et 2011
- Copa del Rey (1) : 2009
- Coupe du monde des clubs (1) : 2009
- Supercoupe de l'UEFA (1) : 2009
- Supercoupe d'Espagne (2) : 2009 et 2010

#### Ajax Amsterdam
- Supercoupe des Pays-Bas (1) : 2013
- Championnat des Pays-Bas (1) : 2014
- Finaliste de la Coupe des Pays-Bas : 2014

#### Impact de Montréal
- Championnat canadien (1) : 2019

### Équipe nationale
- Vainqueur du Championnat d'Europe de football espoirs : 2011.
- Vainqueur du Championnat d'Europe de football des moins de 17 ans : 2007.
- Finaliste de la Coupe du monde de football des moins de 17 ans : 2007.
- Troisième du Championnat d'Europe de football des moins de 17 ans : 2006.

### Distinctions individuelles
- Ballon de bronze au Championnat d'Europe de football des moins de 17 ans en 2007.
- Soulier de bronze au Championnat d'Europe de football des moins de 17 ans en 2007.
- Prix Don Balón de Joueur révélation de la Liga en 2008.
- 3e pour le Golden Boy en 2009.